# Biztosítási esemény
A biztosítási esemény olyan esemény, amelynek a bekövetkezése esetén a biztosító szolgáltat. Az ilyen eseményeket az egyes biztosítási szerződések  általános és különös feltételei szabályozzák.
Más szavakkal a biztosítási esemény a szerződésben rögzített olyan jövőbeli esemény, amelynek bekövetkezése esetén biztosítási szolgáltatás jár. Meghatározásának egyik eszköze a kizárás, azaz a mentesülési okok meghatározása. Biztosítási esemény lehet valamilyen károsító esemény (törés, betörés, tűz stb.), halál vagy - életbiztosítások esetén - egy meghatározott időpont elérése, balesetbiztosításoknál pl. testi sérülés, rokkantság.

## Fajtái
Biztosítási esemény lehet valamely káresemény vagy más esemény, különösen
- a)	a biztosítási szerződésben megállapított károsító esemény;
- b)	halál bekövetkezése,  meghatározott életkor elérése;[3]
- c)	testi sérülést, rokkantságot vagy halált okozó baleset.[4]

## Jelentősége
- Ha a biztosítási esemény bekövetkezik, a biztosító a szerződésben megállapított észszerű időn belül köteles szolgáltatását teljesíteni.[5]

## A bizonyítási teher
A biztosítási jogviszonyban a biztosítási esemény bekövetkezését, valamint a kár összegét mindig a biztosítottnak, a mentesülési ok fennállását pedig mindig a biztosítónak kell bizonyítania. Ha nem sikerül bizonyítani, akkor a biztosítási szerződésből eredő igényeket sem lehet érvényesíteni.